# 干哥特 (新南威爾斯州)
干哥特（英語：Concord）是澳洲新南威爾斯州雪梨內西區的一個市區，位於雪梨商業中心區以西10（6.2英里）處，加拿大灣市地方政府行政區內。

## 教堂

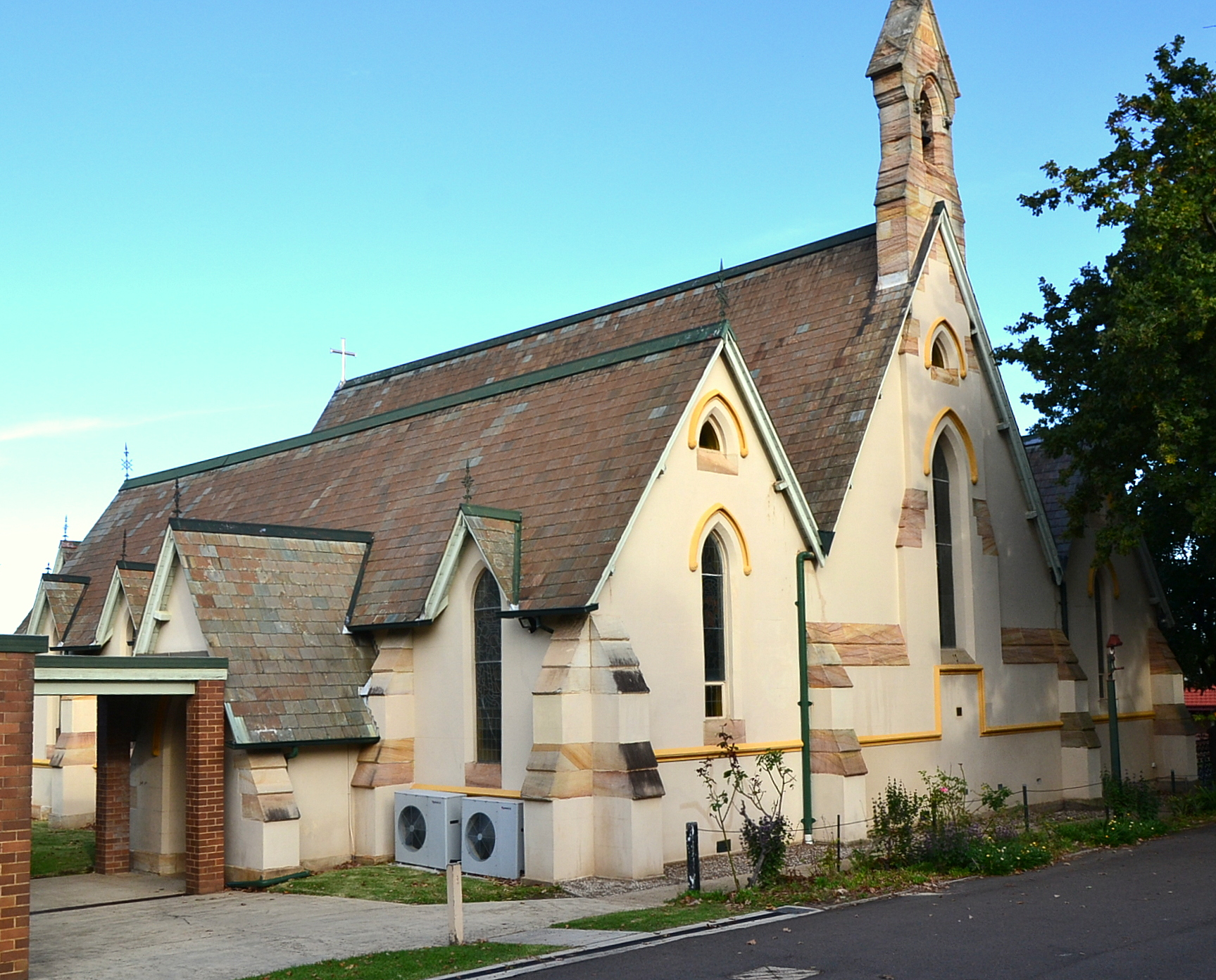
聖公會聖路加堂

- 聖公會聖路加堂 （页面存档备份，存于）
- 天主教聖母堂 （页面存档备份，存于）

## 學校
- 干哥特公立學校 （页面存档备份，存于）
- 干哥特中學（英语：Concord High School (Sydney)）
- 聖母小學

## 公園
- 伊利沙伯女皇公園
- 干哥特高爾夫球場

## 外部連結
- Concord Heritage Society

33°51′35″S 151°06′07″E / 33.85985°S 151.10191°E